# Пашиев, Артём Александрович
Артём Алекса́ндрович Паши́ев (род. 20 апреля 1983, с. Лобаново, Пермский район, Пермская область, РСФСР, СССР) — российский пауэрлифтер, мастер спорта международного класса.

## Биография
В 2000 году окончил школу. В 2005 году окончил юридический факультет Пермского университета.
В 9 классе начал заниматься в тренажёрном зале. Первый тренер — Александр Пономарёв.
С 2000 года тренируется по пауэрлифтингу под руководством М. М. Хаина.
Под руководством М. М. Хаина в 2003 году стал мастером спорта, в 2004 — мастером спорта международного класса по пауэрлифтингу по версии IPF.
Достижения в федерации пауэрлифтинга по версии IPF (ФПР): неоднократный чемпион Пермского края, чемпион Приволжского федерального округа по жиму лёжа (2012), бронзовый призёр Чемпионата России по жиму лёжа (2003, 2004). Абсолютный рекордсмен Пермского края по жиму лёжа (230 кг при собственном весе 73,6 кг).
Достижения в НАП: чемпион Приволжского федерального округа (2012, 2015), Европы (2014, 2015), России (2016, 2017), мира (2015).
В настоящее время работает в сфере поставки фармацевтических препаратов и медизделий. Ведёт активную деятельность в Федерации пауэрлифтинга Пермского края и паралимпийского пауэрлифтинга Пермского края.